# Crueldade Mortal
Crueldade Mortal é um filme brasileiro de 1976, dos gêneros drama policial e suspense, escrito e dirigido por Luiz Paulino dos Santos. A trama é baseada em um caso real, ocorrido em janeiro de 1970 na comunidade de Morro Agudo, na Baixada Fluminense. 
O filme retrata a história  de um linchamento cometido, covardemente, por um grupo de moradores da uma comunidade carioca contra Antônio Lopes da Silva, um velho solitário e louco, cujo hábito de invadir casas, alegando serem suas, irrita a todos.
A trilha sonora é de Geraldo Azevedo, enquanto Lael Rodrigues foi creditado como assistente de direção e Pedro Carlos Rovai como produtor executivo.

## Enredo
O filme começa com um delegado acusando vários moradores da pobre e violenta comunidade de Morro Agudo, no interior do Rio de Janeiro, de terem cometido um linchamento. 
Logo a seguir os fatos aparecem em retrospectiva: A vítima, o idoso Antônio Lopes da Silva, é um imigrante nordestino solitário e com problemas mentais, que vagueia pela cidade, invadindo as casas e perturbando a todos com suas atitudes e teimosia. Ele deseja se casar com a crente Josefina, viúva que possui aversões a homens e cria sozinha as duas filhas. A mais velha, a sonhadora Arlete, envolve-se com Nozinho, que sem outros meios de se desenvolver na região, envolve-se com a marginalidade.
Certa noite, Antônio invade a casa de Jurema, mulher insatisfeita e maldosa, que tomava banho em seu quintal. Ela pede ajuda ao marido covarde Mário, que nada faz para resolver o ocorrido. Furiosa, Jurema provoca um escândalo, perseguindo Antônio junto com os demais moradores. O velho, acusado de obcenidade e tentativa de roubo, é amarrado num poste e agredido, sendo torturado por eles noite afora. A turma, liderada pelo bandido encrenqueiro Tranca Ruas, não mostra piedade, apenas Arlete e o aspirante a futebolista Deca procuram defender o velho Antônio. Ao amanhecer, Antônio está morto, sob o olhar de todos.

## Elenco
- Jofre Soares...Antônio Lopes da Silva
- Marieta Severo...Jurema
- Maurício do Valle...Tranca-Ruas
- Ilva Niño...Josefina
- Emmanuel Cavalcanti...Mário
- Jaime Barcelos...Gustavo
- Marlene França...Arlete
- Rafael de Carvalho...João Vigia
- Antonio Pitanga...Deca
- Haroldo de Oliveira...Dão
- Tonico Pereira...Nozinho
- Glória Crystal...Margareth, porta-estandarte
- Antônio Carnera...Indião

## Premiação
- Festival de Gramado de 1977 - Melhor Atriz Coadjuvante para Marlene França
- INC - Prêmio Adicional de Qualidade, 1976